# Czernyola chela
Czernyola chela är en tvåvingeart som först beskrevs av Lonsdale och Marshall 2006.  Czernyola chela ingår i släktet Czernyola och familjen träflugor. Inga underarter finns listade i Catalogue of Life.